# Campeonato Goiano 2014
In 2014 werd het 71ste Campeonato Goiano gespeeld voor voetbalclubs uit Braziliaanse staat Goiás. De competitie werd georganiseerd door de FGF en werd gespeeld van 19 januari tot 13 april. Atlético Goianiense werd kampioen.

## Eerste fase

### Groep A
| Plaats | Club                | Wed. | W  | G | V | Saldo | Ptn. |
| ------ | ------------------- | ---- | -- | - | - | ----- | ---- |
| 1.     | Goiás               | 14   | 10 | 4 | 0 | 29:8  | 34   |
| 2.     | Atlético Goianiense | 14   | 7  | 2 | 5 | 20:13 | 23   |
| 3.     | Trindade            | 14   | 6  | 2 | 6 | 19:23 | 20   |
| 4.     | CRAC                | 14   | 3  | 6 | 5 | 11:17 | 15   |
| 5.     | Anápolis            | 14   | 2  | 8 | 4 | 10:12 | 14   |

|  | Geplaatst voor tweede fase |
|  | Degradatie                 |

### Groep B
| Plaats | Club            | Wed. | W | G | V | Saldo | Ptn. |
| ------ | --------------- | ---- | - | - | - | ----- | ---- |
| 1.     | Anapolina       | 14   | 7 | 0 | 7 | 21:16 | 21   |
| 2.     | Goianésia       | 14   | 6 | 3 | 4 | 18:20 | 21   |
| 3.     | Aparecidense    | 14   | 4 | 5 | 5 | 14:15 | 17   |
| 4.     | Grêmio Anápolis | 14   | 4 | 2 | 8 | 15:25 | 14   |
| 5.     | Vila Nova       | 14   | 3 | 4 | 7 | 11:19 | 13   |

|  | Geplaatst voor tweede fase |
|  | Degradatie                 |

## Tweede fase
In geval van gelijkspel wint de club met de beste notering in de competitie.
|  | Halve finale        | Halve finale        | Halve finale |   |       | Finale | Finale | Finale |
|  |                     |                     |              |   |       |        |        |        |
|  | Goiás               | 1                   | 3            |   |       |        |        |        |
|  | Goianésia           | 1                   | 0            |   |       |        |        |        |
|  | Goianésia           | 1                   | 0            |   | Goiás | 0      | 0      |        |
|  |                     |                     |              |   | Goiás | 0      | 0      |        |
|  |                     | Atlético Goianiense | 0            | 1 |       |        |        |        |
|  | Anapolina           | Atlético Goianiense | 0            | 1 | 1     | 0      |        |        |
|  | Anapolina           |                     |              |   | 1     | 0      |        |        |
|  | Atlético Goianiense | 1                   | 3            |   |       |        |        |        |

details finale
|              |                     |       |       |                                                                                      |
| 6 april Heen | Atlético Goianiense | 0 – 0 | Goiás | Estádio Serra Dourada, Goiânia Toeschouwers: 4.062 Scheidsrechter: André Luiz Castro |
| 6 april Heen |                     |       |       | Estádio Serra Dourada, Goiânia Toeschouwers: 4.062 Scheidsrechter: André Luiz Castro |

|                |       |            |                     |                                                                     |
| 13 april Terug | Goiás | 0 – 1      | Atlético Goianiense | Goiânia Toeschouwers: 23.197 Scheidsrechter: Wilton Pereira Sampaio |
| 13 april Terug |       | Lino 90+4' |                     | Goiânia Toeschouwers: 23.197 Scheidsrechter: Wilton Pereira Sampaio |

### Totaalstand
| Plaats | Club                | Wed. | W  | G | V | Saldo | Ptn. | Opmerking                          |
| ------ | ------------------- | ---- | -- | - | - | ----- | ---- | ---------------------------------- |
| 1      | Atlético Goianiense | 18   | 9  | 4 | 5 | 25:14 | 31   | Copa do Brasil 2015.               |
| 2      | Goiás               | 18   | 11 | 6 | 1 | 33:10 | 39   | Copa do Brasil 2015.               |
| 3      | Anapolina           | 16   | 7  | 1 | 8 | 22:20 | 22   | Copa do Brasil 2015 & Série D 2014 |
| 4      | Goianésia           | 16   | 6  | 4 | 6 | 19:24 | 22   | Série D 2014.                      |
| 5      | Trindade            | 14   | 6  | 2 | 6 | 19:23 | 20   |                                    |
| 6      | Aparecidense        | 14   | 4  | 5 | 5 | 14:15 | 17   |                                    |
| 7      | CRAC                | 14   | 3  | 6 | 5 | 11:17 | 15   | Gekwalifeerd voor Série C de 2014. |
| 8      | Grêmio Anápolis     | 14   | 4  | 2 | 8 | 15:25 | 14   |                                    |
| 9      | Anápolis            | 14   | 2  | 8 | 4 | 10:12 | 14   | Degradatie                         |
| 10     | Vila Nova           | 14   | 3  | 4 | 7 | 11:19 | 13   | Degradatie                         |

## Kampioen
| Campeonato Goiano de 2014               |
| Goiás                                   |
| --------------------------------------- |
| ATLÉTICO GOIANENSE Kampioen (42° titel) |